# هاري أيريس
هاري أيريس (بالإنجليزية: Harry Ayres)‏ هو متسلق جبال نيوزيلندي، ولد في 31 يوليو 1912 في كرايستشرش في نيوزيلندا، وتوفي في 16 يوليو 1987 في Lyttelton Harbour ‏ في نيوزيلندا.